# Светско првенство у атлетици на отвореном 2015 — штафета 4 × 400 метара за жене
Трка штафета 4 × 400 метара у женској конкуренцији на Светском првенству у атлетици 2015. у Пекингу одржана је 29. августа на Националном стадиону.
Титулу светских првакиња из Москве 2013. бранила је штафета Русије.

## Земље учеснице
Учествовале су 93 атлетичарки из 16 земаља.
1. Аустралија (4)
2. Бахаме (4)
3. Индија (4)
4. Италија (4)
5. Јамајка (6)
6. Јапан (4)
7. Канада (6)
8. Кина (4)
9. Нигерија (5)
10. Пољска (4)
11. Румунија (4)
12. Русија (6)
13. САД (6)
14. Уједињено Краљевство (6)
15. Украјина (6)
16. Француска (6)

## Освајачи медаља
|                                                                                |                                                                          |                                                                                    |
| Јамајка Кристин Деј, Шерика Џексон, Стефани Ен Макферсон, Новлин Вилијамс-Милс | САД Сања Ричардс-Рос, Наташа Хејстингс, Алисон Филикс, Франсина Макорори | Уједињено Краљевство Кристин Охуруогу, Ањика Онура, Елид Чајлд, Серен Банди-Дејвис |

## Рекорди
| Рекорди пре почетка Светског првенства 2015.     | Рекорди пре почетка Светског првенства 2015.                                                    | Рекорди пре почетка Светског првенства 2015. | Рекорди пре почетка Светског првенства 2015. | Рекорди пре почетка Светског првенства 2015. |
| ------------------------------------------------ | ----------------------------------------------------------------------------------------------- | -------------------------------------------- | -------------------------------------------- | -------------------------------------------- |
| Олимпијски рекорди                               | Совјетски Савез · (Татјана Ледовскаја, Олга Назарова, Марија Кулчунова, Олга Бризгина)          | 3:15,17                                      | Сеул, Јужна Кореја                           | 1. октобар 1988.                             |
| Светски рекорд                                   | Совјетски Савез · (Татјана Ледовскаја, Олга Назарова, Марија Кулчунова, Олга Бризгина)          | 3:15,17                                      | Сеул, Јужна Кореја                           | 1. октобар 1988.                             |
| Рекорд светских првенстава                       | Сједињене Државе · (Гвен Торенс, Мејсел Малон-Волас, Наташа Кајзер, Џерл Мајлс-Кларк)           | 3:16,71                                      | Штутгарт, Немачка                            | 22. август 1993.                             |
| Најбољи светски резултат сезоне                  | Сједињене Државе · (Филис Франсис, Наташа Хејстингс, Сања Ричардс-Рос, Франсина Макорори)       | 3:19,39                                      | Насау, Бахаме                                | 3. мај 2015.                                 |
| Европски рекорд                                  | Совјетски Савез · (Татјана Ледовскаја, Олга Назарова, Марија Кулчунова, Олга Бризгина)          | 3:15,17                                      | Сеул, Јужна Кореја                           | 1. октобар 1988.                             |
| Северноамерички рекорд                           | Сједињене Државе · (Денин Хауард-Хил, Дајана Диксон, Валери Бриско-Хукс, Флоренс Грифит Џојнер) | 3:15,51                                      | Сеул, Јужна Кореја                           | 1. октобар 1988.                             |
| Јужноамерички рекорд                             | Бразил · (Жеиса Апаресида Котињо, Барбара де Оливеира, Јоелма Соуса, Јаилма де Лима)            | 3:26,68                                      | Сао Пауло, Бразил                            | 7. август 2011.                              |
| Афрички рекорд                                   | Нигерија · (Олабиси Афолаби, Фатима Јусуф, Черити Опара, Falilat Ogunkoya)                      | 3:21,04                                      | Атланта, САД                                 | 3. август 1996.                              |
| Азијски рекорд                                   | Кина · (Сјаохунгg Ан, Сјаојуен Бај, Чуенјинг Цао, Јућин Ма)                                     | 3:24,28                                      | Пекинг, Кина                                 | 13. септембар 1993.                          |
| Океанијски рекорд                                | Аустралија · (Нова Перис, Тамсин Ману, Мелинда Гејнсфорд-Тејлор, Кети Фриман)                   | 3:23,81                                      | Сиднеј, Аустралија                           | 30. септембар 2000.                          |
| Рекорди после завршеног Светског првенства 2015. |                                                                                                 |                                              |                                              |                                              |
| Најбољи светски резултат сезоне                  | Јамајка · (Кристин Деј, Шерика Џексон, Стефани Ен Макферсон, Новлин Вилијамс-Милс)              | 3:19,13                                      | Пекинг, Кина                                 | 30. август 2015.                             |

## Критеријум квалификација
За разлику од претходних првенстава где сте морали постићи одговарајући норму између 1. јануара 2014. и 10. августа 2015, конкуренција је сада ограничена на 16 националних штафета.
Осам штафета се аутоматски квалификовало као финалисти Светског првенства у такмичењу штафета 2014. године.
1. Сједињене Државе (3:21,73)
2. Јамајка (3:23,26)
3. Нигерија (3:23,41)
4. Француска (3:25,84)
5. Италија (3:27,44)
6. Велика Британија  (3:28,03)
7. Пољска (3:27,37)
8. Бахаме (3:31,71)

Других 8 штафета пласирале су се на основу најбољих резултата постигнутим између 1. јануара 2014. и 10. августа 2015.
1. Русија (3:24,98)
2. Украјина (3:24,32)
3. Јапан (3:30,80)
4. Канада (3:29,65)
5. Кина (3:32,02)
6. Индија (3:28,68)
7. Аустралија (3:30,27)
8. Румунија (3:31,02)

У загради су резултати остварени у периоду од 1. 1. 2014. до 10. 8. 2015.

## Сатница
| Датум           | Време | Коло          |
| --------------- | ----- | ------------- |
| 29. август 2015 | 10:15 | Квалификације |
| 30. август 2015 | 20:05 | Финале        |

Сва времена су по локалном времену (UTC+8)

## Резултати

### Квалификације
У квалификацијама су учествовале 16 екипа, подељене у 2 групе. У финале су се пласирале по три првопласиране из група (КВ) и две на основу постигнутог резултата (кв).,,
| Поз. | Гру. | Ста. | Штафета                                                                   | Атлетичарке          | НР      | Вр.     | Бел.    |
| ---- | ---- | ---- | ------------------------------------------------------------------------- | -------------------- | ------- | ------- | ------- |
| 1.   | 2    | 4    | Филис Франсис, Џесика Бирд, Сања Ричардс-Рос, Франсина Макорори           | САД                  | 3:15,51 | 3:23,05 | КВ      |
| 2.   | 1    | 8    | Реџина Џорџ, Funke Oladoye, Tosin Adeloye, Patience Okon George           | Нигерија             | 3:21,04 | 3:23,27 | КВ, НРС |
| 3.   | 1    | 4    | Анастасија Ле-Рој, Шерика Џексон, Крисан Гордон, Кристин Деј              | Јамајка              | 3:18,71 | 3:23,62 | КВ      |
| 4.   | 1    | 2    | Марија Михаљук, Ксенија Задорина, Јекаретина Режина, Ксенија Аксенова     | Русија               | 3:15,17 | 3:23,75 | КВ, НРС |
| 5.   | 2    | 9    | Елид Чајлд, Ањика Онура, Кирстен Мекаслан, Серен Банди-Дејвис             | Уједињено Краљевство | 3:20,04 | 3:23,90 | КВ, НРС |
| 6.   | 2    | 3    | Естел Перосијер, Мари Гајо, Agnès Raharolahy, Флорија Геј                 | Француска            | 3:22,34 | 3:24,86 | КВ, НРС |
| 7.   | 2    | 2    | Јулија Олишевска, Олга Бибик, Олга Земљак, Олга Љахова                    | Украјина             | 3:21,94 | 3:26,01 | кв, НРС |
| 8.   | 1    | 3    | Карлин Муир, Aiyanna Stiverne, Саге Вотсон, Nicole Sassine                | Канада               | 3:21,21 | 3:26,14 | кв, НРС |
| 9.   | 2    | 7    | Марија Бенедикта Чигболу, Елена Бонфанти, Ayomide Folorunso, Кјара Бацони | Италија              | 3:25,71 | 3:27,07 | НРС     |
| 10.  | 2    | 8    | Lanece Clarke, Кристин Амертил, Катрина Сејмур, Шони Милер                | Бахаме               | 3:29,53 | 3:28,46 | НР      |
| 11.  | 1    | 7    | Andreea Grecu, Анамарија Јонита, Санда Белгиан, Бјанка Разор              | Румунија             | 3:25,68 | 3:28,60 | НРС     |
| 12.  | 1    | 6    | Anneliese Rubie, Џесика Гули, Лорен Велс, Морган Мичел                    | Аустралија           | 3:23,81 | 3:28,61 | НРС     |
| 13.  | 2    | 6    | Сеика Аојама, Кана Ичикава, Асами Чиба, Сајака Аоки                       | Јапан                | 3:30,17 | 3:28,91 | НР      |
| 14.  | 2    | 5    | Jisna Mathew, Тинту Лука, Debasree Majumdar, Пувама Рају Мачетира         | Индија               | 3:26,89 | 3:29,08 | НРС     |
| 15.  | 1    | 9    | Малгожата Холуб, Патриција Вићшкиевич, Џоана Линкиевич, Јустина Свјенти   | Пољска               | 3:24,49 | 3:32,83 |         |
| 16.  | 1    | 5    | Хуанг Гуејфен, Ванг Хуан, Ли Сјуе, Ченг Чунг                              | Кина                 | 3:24,28 | 3:34,98 |         |

### Финале
,
| Пласман | Стаза | Штафета                                                                | Атлетичари           | Време   | Белешке |
| ------- | ----- | ---------------------------------------------------------------------- | -------------------- | ------- | ------- |
|         | 6     | Кристин Деј, Шерика Џексон, Стефани Ен Макферсон, Новлин Вилијамс-Милс | Јамајка              | 3:19,13 | СРС     |
|         | 4     | Сања Ричардс-Рос, Наташа Хејстингс, Алисон Филикс, Франсина Макорори   | САД                  | 3:19,44 |         |
|         | 5     | Кристин Охуруогу, Ањика Онура, Елид Чајлд, Серен Банди-Дејвис          | Уједињено Краљевство | 3:23,62 | НРС     |
| 4.      | 8     | Надежда Котљарова, Ксенија Задорина, Ксенија Рижова, Ксенија Аксеонова | Русија               | 3:24,84 |         |
| 5.      | 7     | Реџина Џорџ, Funke Oladoye, Tosin Adeloye, Patience Okon George        | Нигерија             | 3:25,11 |         |
| 6.      | 2     | Јулија Олишевска, Олга Бибик, Олга Земљак, Олга Љахова                 | Украјина             | 3:25,94 | НРС     |
| 7.      | 9     | Естел Перосијер, Мари Гајо, Agnès Raharolahy, Флорија Геј              | Француска            | 3:26,45 |         |
| 8.      | 3     | Карлин Муир, Aiyanna Stiverne, Саге Вотсон, Одри Жан-Батист            | Канада               | 3:27,69 |         |